# Prawdziwe życie Drakuli
Prawdziwe życie Drakuli (rum. Vlad Tepes sau adevarata viata a lui Dracula) – rumuński film historyczny z 1979 roku w reżyserii Boru Nastase.

## Opis fabuły
Wołoszczyzna połowy XV w. Hospodar Wład III Palownik obejmuje władzę w państwie. Krwawo rozprawia się z opozycją. Zaprowadza w kraju rządy "żelaznej ręki", każe wbijać na pal zarówno spiskujących przeciwko niemu bojarów jak i drobnych złodziejaszków. Jest władcą niezwykle surowym ale sprawiedliwym. Gdy jego drakońskie metody zaprowadzają w kraju porządek, na Wołoszczyznę spada kolejne nieszczęście – najazd Turków, pragnących wymusić na Władzie uległość i zaległy haracz. Hospodar, zdając sobie doskonale sprawę z miażdżącej przewagi najeźdźców, stosuje taktykę wojny partyzanckiej. Tureckie oddziały napotykają na swojej drodze spalone wsie, zatrute studnie i "lasy" powbijanych na pal swoich pobratymców pojmanych przez żołnierzy Włada. Wyczerpana armia sułtana zostaje zmuszona do odwrotu. Wład triumfuje, jednak nie śpi jego opozycja. Za pomocą sfałszowanego listu oskarża Włada o knowania z sułtanem przeciwko Węgrom. Schwytany przez ludzi Stefana Wielkiego zostaje uwięziony. 
W założeniu jego twórców film biograficzny, zdaniem Andrzeja Kołodyńskiego był próbą rehabilitacji krwawego władcy Wołoszczyzny, ukazującą go jako mądrego człowieka czynu, którego bezwzględność usprawiedliwiała racja stanu. "Rumuński film nie wykracza poza stereotyp pozbawionego stylu widowiska historycznego, w którym statyczne dialogi poświęcone są głównie wyjaśnianiu dziejowych komplikacji, reszta zaś jest nie kończącymi się przemarszami tysięcy statystów przebranych za Wołochów, Madziarów, Macedończyków i Turków" – pisał w swojej recenzji filmowej polski krytyk.    

## Obsada aktorska
- Ștefan Sileanu – hospodar Wład III
- Ernest Maftei – Manzila
- Emanoil Petrut – Stoica
- Silviu Stănculescu – Sava
- Teofil Vâlcu  – Albu
- Alexandru Repan – sułtan Mehmed II
- George Constantin – metropolita Węgier
- Constantin Bărbulescu – kupiec
- Ion Marinescu – Mahmud Pasza
- Vasile Cosma – Iunus-Beg
- Mihai Pălădescu – papież Pius II
- György Kovács – książę Szilágyi
- Zoltan Vadesz – kanclerz Albert
- Petre Georghiu Dolj – Pahulea

i inni.